# Хобо

Два хобо идут по путям, один из них несёт котомку.

Хобо (англ. hobo) — англоязычный термин, означающий странствующего рабочего или бездомного бродягу. Хобо работает, что отличает его от бомжа (англ. tramp), который работает только по принуждению, и попрошайки (англ. bum), который не работает вовсе. Термин был зафиксирован около 1890 года в американском английском и широко распространился в Калифорнии в начале 1900-х годов.

## Этимология

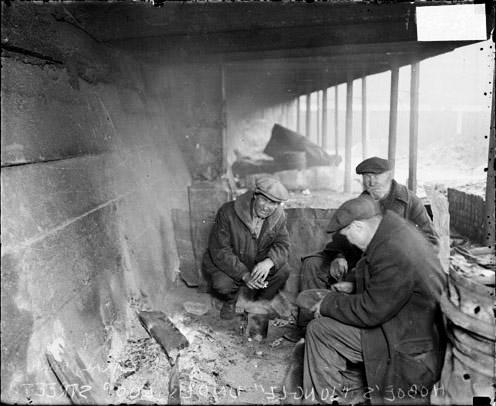
Портрет трёх хобо в Чикаго, Иллинойс, 1929.

Происхождение термина объясняется по-разному, например, Тодд Депастино (Todd DePastino) предполагал, что источником служили слова hoe-boy (сельскохозяйственный рабочий) или приветствие Но, boy! («Привет, пацан»!). Билл Брайсон предполагал источником приветствие Ho, beau! (Привет, красавчик!) или сокращение из homeward bound (возвращающийся домой).
Существуют и другие версии происхождения слова, однако ни одна из них не объясняет, почему термин широко распространился именно в Калифорнии, причём в начале 1900-х годов.

## История
После Гражданской войны в середине XIX века многие солдаты возвращались домой, запрыгивая на грузовые поезда, многие по пути искали работу.
В 1906 году проф. Layal Shafee опубликовал результаты своих исследований о 500 000 бродяг в США (~0,6 % населения). Статья «What Tramps Cost Nation», опубликованная в The New York Telegraph в 1911 году, оценивала число бродяг в 700 000.
Число хобо резко увеличилось во время Великой депрессии в 1930-х гг., так как многие люди искали работу в далёких от дома краях.

Хобо залезает на вагон

Жизнь хобо подвергалась многим опасностям: отношение людей к чужакам, опасности на железных дорогах, тяжёлые погодные условия и т. д.

## Культура хобо
Как и у многих других субкультур, хобо используют свои жаргонные слова, часть из которых стали общеупотребительными, например:
- «Big House» — тюрьма;
- «Glad rags» — лучшая одежда;
- «Main drag» — главный проспект города;
- «Cooties» — головные вши.

У хобо есть свои правила, своеобразный кодекс чести.
Одним из культурных направлений Хобо считается «Хобо никель» — модификация монет.

### Хобо-коды

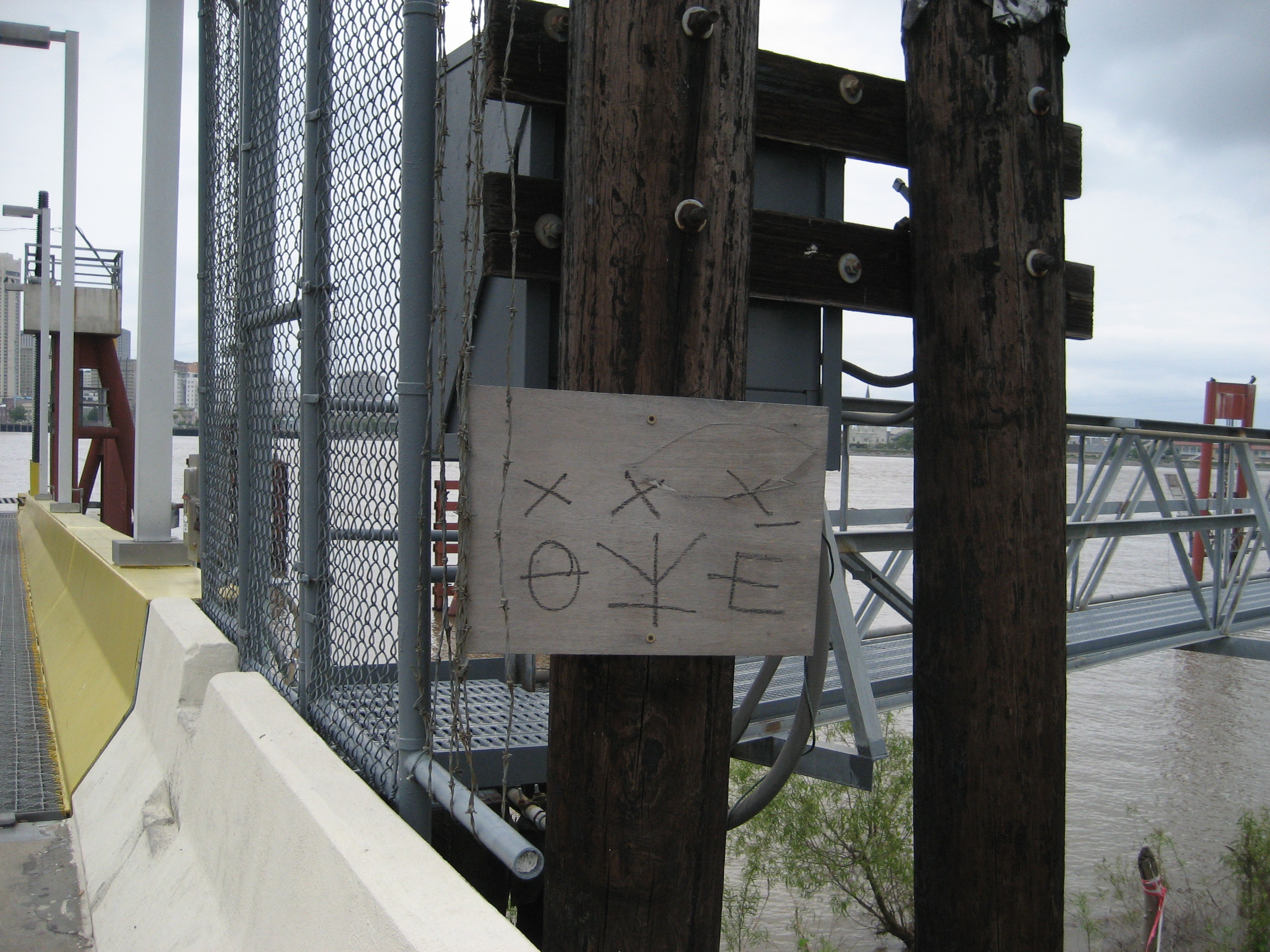
Хобо-код в Новом Орлеане, Луизиана

Чтобы справляться с жизненными трудностями, хобо придумали систему символов, или графический код. Хобо-код обычно рисуется подручными материалами: мелом, углём, фломастерами и т. д. и служит для указания информации, направлений или предупреждений другим хобо.
Некоторые из предупреждений:
- злая собака
- повернуть направо
- здесь кормят

### Известные хобо
- Charles Elmer Fox, автор «Рассказов американского хобо» (1989)
- en:Maurice W. Graham, a.k.a. «Steam Train Maurie»
- Джо Хилл (революционер)
- Monte Holm, написал автобиографию «Однажды хобо…». Умер в 2006 году в возрасте 89 лет[9].
- en:Leon Ray Livingston, a.k.a. «№.1»
- Маккэндлесс, Кристофер a.k.a. Александр Супербродяга
- en:Harry McClintock
- en:Utah Phillips
- en:Robert Joseph Silveria, Jr., a.k.a. «Тупик», убивший 34 других хобо и бездомных людей
- Steven Gene Wold, a.k.a. «Страдающий морской болезнью Стив»

### Известные люди, которые были хобо
- Гарри Парч
- Вуди Гатри
- Чарльз Гой Форт
- Джек Керуак
- Джек Лондон
- Луис Ламур[10]
- Юджин Гладстон О’Нил
- Джордж Оруэлл
- Чарльз Буковски
- Дэймон Албарн
- Seasick Steve

### Фильмы
- en:Wild Boys of the Road (1933).
- Странствия Салливана (1941).
- Император Севера (фильм) (1973), основан на рассказе Джека Лондона Дорога.
- Тяжёлые времена (1975).
- en:The Billion Dollar Hobo (1977).
- Однажды в Токио (2003), аниме Satoshi Kon.
- Полярный экспресс (2004).
- В диких условиях (2007).
- en:Resurrecting the Champ (2007).
- Кит Киттредж: Загадка американской девочки (2008).
- Бомж с дробовиком (2011).

### Книги
- All the Strange Hours: The Excavation of a Life, Loren Eiseley, 1975. ISBN 0-8032-6741-X
- An American Hobo in Europe, (1907). Ben Goodkind.
- The Areas of My Expertise, John Hodgman.
- Bottom Dogs, Edward Dahlberg
- Beggars of Life (1924), Jim Tully
- Evasion by Anonymous
- From Coast to Coast with Jack London «A-No.-1» (Leon Ray Livingston)
- Hard Travellin': The Hobo and His History, Kenneth Allsop. ISBN 0-340-02572-7.
- Hobo, Eddy Joe Cotton, 2002. ISBN 0-609-60738-3
- The Hobo — The Sociology of the Homeless Man, Nels Anderson, 1923.
- The Jungle, Upton Sinclair.
- Knights of the Road, Roger A. Bruns, 1980. ISBN 0-416-00721-X.
- Lonesome Traveler, Jack Kerouac («The Vanishing American Hobo»)
- The Miraculous Journey of Edward Tulane, Kate DiCamillo
- Muzzlers, Guzzlers, and Good Yeggs, Joe Coleman
- Of Mice and Men, John Steinbeck
- On the Road, Jack Kerouac
- Once a Hobo… (1999), Monte Holm
- One More Train to Ride: The Underground World of Modern American Hobos, Clifford Williams.
- Riding the Rails: Teenagers on the Move During the Great Depression by Errol Lincoln Uys, (Routledge, 2003)ISBN 0-415-94575-5
- Riding Toward Everywhere, William T. Vollmann, 2008. ISBN 978-0-06-125675-2
- Дорога, Джек Лондон
- Rolling Nowhere: Riding the Rails with America’s Hoboes, Ted Conover — 304 стр. (11 сентября, 2001), ISBN 0-307-72786-8
- Sister of The Road: The Autobiography of Boxcar Bertha — Dr. Ben Reitman
- Stumptown Kid, Carol Gorman и Ron J. Finley
- Tales of an American Hobo (1989), Charles Elmer Fox
- Tramping on Life (1922) и More Miles (1926), Harry Kemp
- Waiting for Nothing, Tom Kromer
- You Can’t Win, Jack Black
- Factotum, Charles Bukowski

### Комиксы
- Kings in Disguise (1988), James Vance и Dan Burr

### Песни
- «Hobo Humpin' Slobo Babe» Whale
- «Big Rock Candy Mountain» Harry McClintock
- «Cold Water» Tom Waits
- «Hallelujah, I’m a Bum» Harry McClintock, Al Jolson и другие
- «Hard Travelin'», «Hobo's Lullaby» Woody Guthrie
- «Hobo» David Byron — Rough Diamond (1977)
- «Hey, hobo, fuck you!» Sound of Ground
- «Hobo» Billy Bob Thornton
- «Hobo» The Hackensaw Boys
- «Hobo Bill», «I Ain’t Got No Home», «Mysteries of a Hobo’s Life» Cisco Houston
- «Hobo Blues» and «The Hobo» John Lee Hooker
- «Hobo Chang Ba» Captain Beefheart
- «Hobo Flats» Oliver Nelson
- «Hobo Low» Seasick Steve
- «The Hobo Song» Johnny Cash
- «Hobo’s Lullaby», написана Goebel Reeves, исполняется Woody Guthrie, Arlo Guthrie, Emmylou Harris, Pete Seeger, The Kingston Trio, Ramblin' Jack Eliot
- «Morning Glory» Tim Buckley
- «I Am a Lonesome Hobo», «Only a Hobo», «Ramblin' Gamblin' Willie» Bob Dylan
- «Jack Straw» Robert Hunter и Bob Weir
- «Jesus' Blood Never Failed Me Yet» Gavin Bryars.
- «King of the Road» Roger Miller
- «Like a Hobo» Charlie Winston
- «Last of the Hobo Kings» Mary Gauthier
- «Kulkurin Valssi» Arthur Kylander
- «Lännen lokari» Hiski Salomaa
- «Papa Hobo», «Hobo's Blues» Paul Simon
- «Streets of London» Ralph McTell
- «Waltzing Matilda» Banjo Paterson
- «Hobophobic (Scared Of Bums)» NOFX
- «Cannibal Hobo» Stoner Train
- «Hobo Way» Stoner Train